# Trofeo Ladino Elite
Il Trofeo Ladino Elite (in ladino: Trofeo Ladin Elite) è un torneo amichevole di hockey su ghiaccio che si disputa annualmente dal 2018 tra le squadre delle valli ladine iscritte al massimo campionato italiano.

## Storia
La prima edizione del Trofeo si è svolta nel 2018, quando le tre società dell'area di lingua ladina iscritte al massimo campionato italiano di hockey su ghiaccio ed all'Alps Hockey League si accordarono per disputare un torneo in occasione della sosta del campionato in occasione di Pyeongchang 2018. Le società chiesero ed ottennero il patrocinio sia dell'Union Generela di Ladins dla Dolomites che della FISG.
Dall'edizione successiva, svoltasi nel mese di agosto dello stesso anno, l'evento è divenuto un torneo di preparazione precampionato per le tre formazioni.
L'edizione 2020 è saltata a causa della pandemia di COVID-19, ma il torneo è tornato a disputarsi già nell'estate successiva.

## Formula e partecipanti
Partecipano al torneo le tre compagini dell'area di lingua ladina iscritte, al momento della prima edizione, al massimo campionato italiano di hockey su ghiaccio ed all'Alps Hockey League:
- Cortina
- Fassa Falcons
- Gherdëina

Anche dopo che il Fassa si è autoretrocesso in seconda serie, le squadre sono rimaste le medesime tre.
Il torneo viene giocato con un girone di andata e ritorno, per complessivi sei incontri.

## Trofeo
Il trofeo è una scultura in legno di cirmolo raffigurante un giocatore di hockey su ghiaccio in azione, opera dello scultore gardenese Robert Senoner. La squadra vincitrice del torneo ha diritto di mostrare il trofeo in bacheca fino all'edizione successiva. Il trofeo sarà definitivamente assegnato alla squadra che si aggiudicherà il titolo per tre volte.

## Albo d'oro
| Edizione  | Vincitore                                        | 2º posto                                         | 3º posto                                         |
| --------- | ------------------------------------------------ | ------------------------------------------------ | ------------------------------------------------ |
| 2018 (I)  | Gherdëina                                        | Cortina                                          | Fassa Falcons                                    |
| 2018 (II) | Cortina                                          | Gherdëina                                        | Fassa Falcons                                    |
| 2019      | Cortina                                          | Fassa Falcons                                    | Gherdëina                                        |
| 2020      | Non disputato a causa della pandemia di COVID-19 | Non disputato a causa della pandemia di COVID-19 | Non disputato a causa della pandemia di COVID-19 |
| 2021      | Fassa Falcons                                    | Cortina                                          | Gherdëina                                        |
| 2022      | Fassa Falcons                                    | Cortina                                          | Gherdëina                                        |
| 2023      | Cortina                                          | Fassa Falcons                                    | Gherdëina                                        |
| 2024      | Gherdëina                                        | Cortina                                          | Fassa Falcons                                    |
| 2025      | Non disputato                                    | Non disputato                                    | Non disputato                                    |